# نیاگردسرها
نیاگردسرها (نام علمی: Protostropharia) نام یک سرده از تیره گردسران است.